# Étoile Pagode

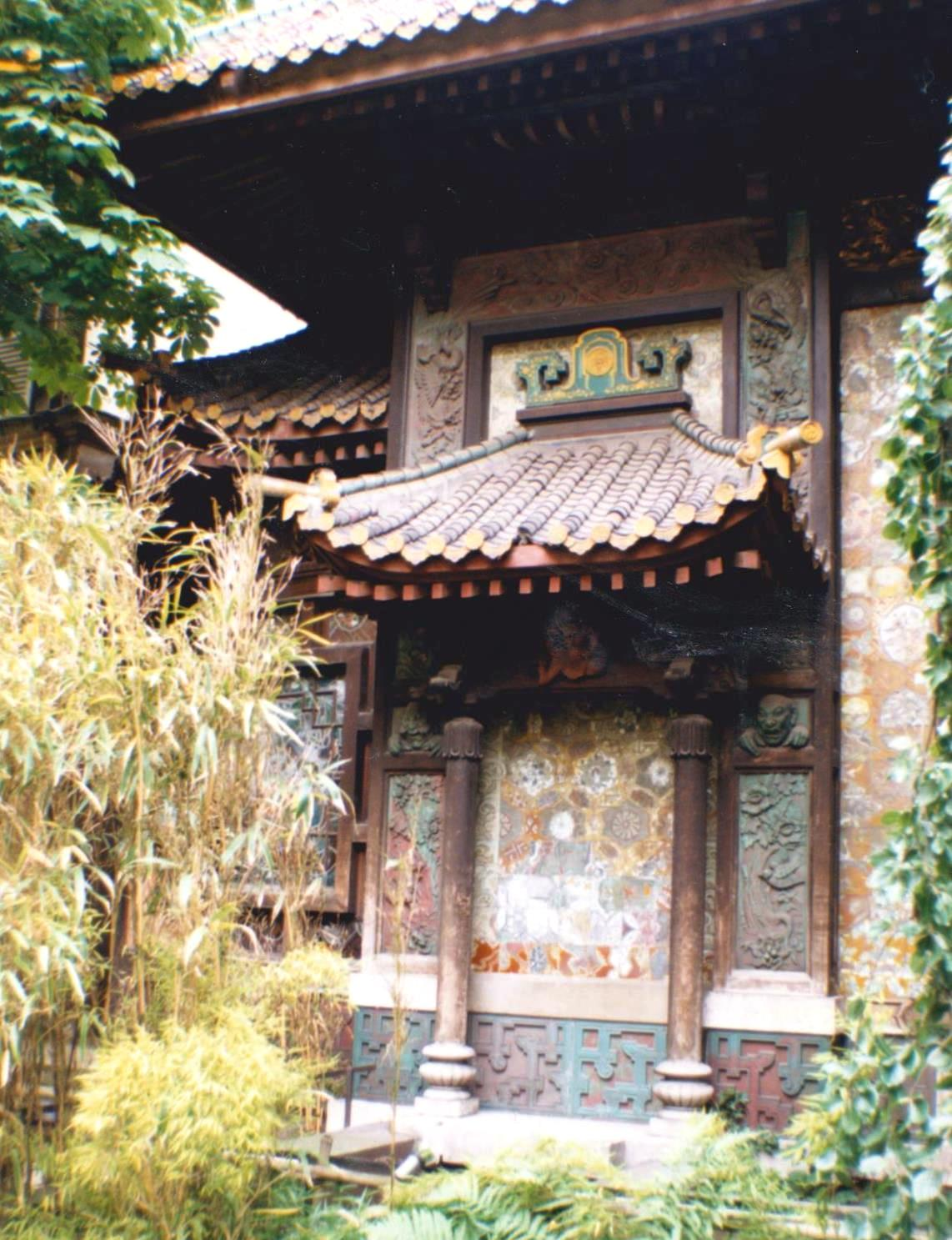
Kino La Pagode: Garten und Haus als Einheit (1987)

Unter dem Titel Étoile Pagode (früher einfach La Pagode) firmierte ein Pariser Kino im 7. Arrondissement, das als Monument historique unter Denkmalschutz steht. Die letzten Filmvorführungen im „Étoile Pagode“ haben im November 2015 stattgefunden.

## Geschichte

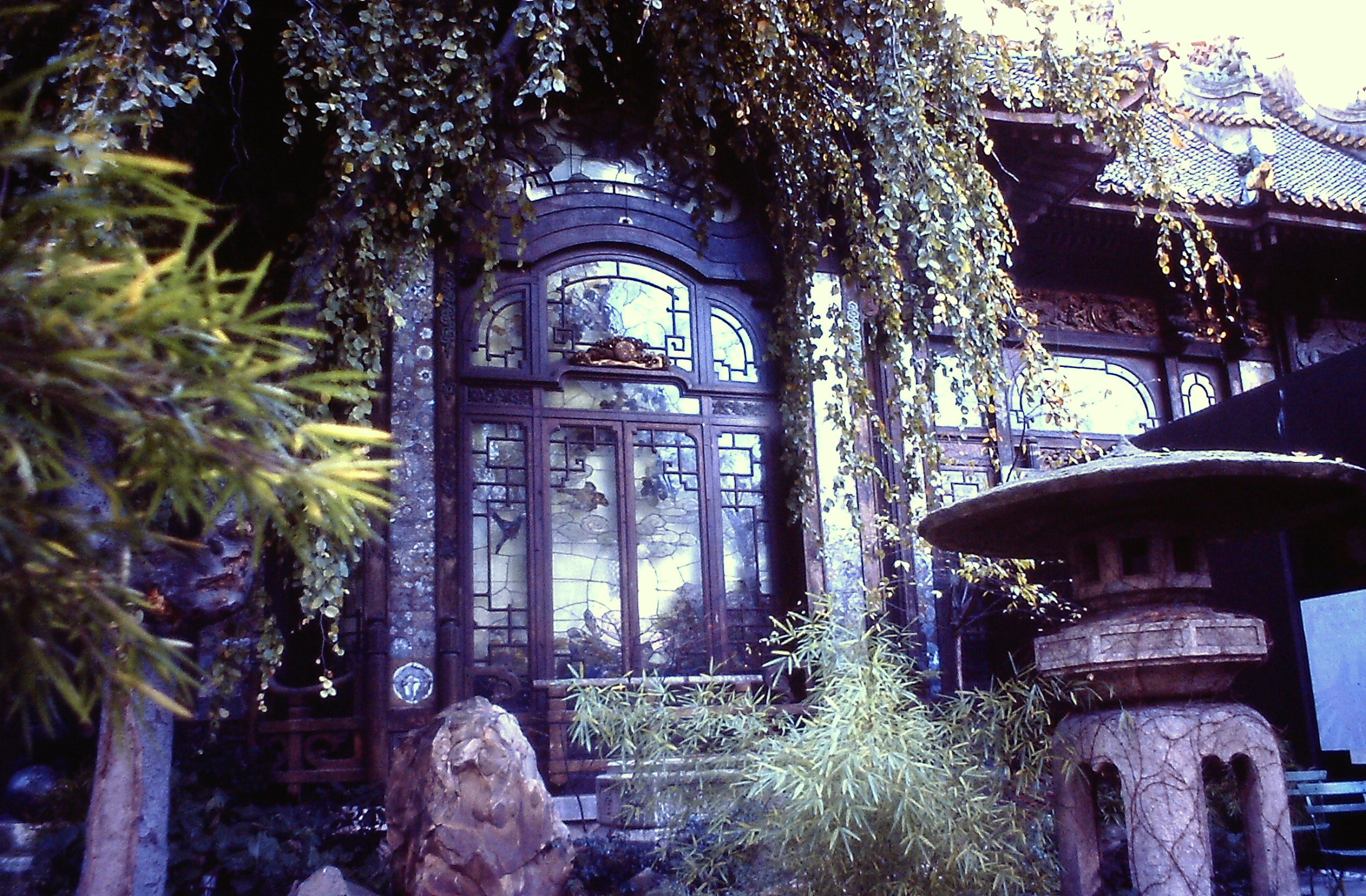
La Pagode (1977)

Das Gebäude des heutigen Kinos in der rue de Babylone wurde 1895 vom damaligen Generaldirektor des nahe gelegenen Warenhauses "Au Bon Marché, François-Emile Morin als Geschenk für seine Ehefrau Amandine konzipiert, die ihn aber nichtsdestoweniger noch im selben Jahr verließ. Als Architekt fungierte Alexandre Marcel. Das Gebäude  ist, einem damaligen Zeitgeschmack entsprechend, in orientalisierendem Stil gehalten, der Architekt nahm sich den Toshogu-Schrein in Nikko zum Vorbild  und ließ das Gebäude mit echten japanischen Fresken, Skulpturen  und anderen Versatzstücken ausstatten.
Seit 1931 diente das Gebäude als Kino. In seinem berühmten „Japanischen Saal“ fand 1960 die Uraufführung von Jean Cocteaus Film Das Testament des Orpheus statt, hier wurden auch zahlreiche Filme von Ingmar Bergman, Sergei Eisenstein gezeigt. „La Pagode“ war eine der Kultstätten der Pariser Cinéphiles der 1960er Jahre. Werke der Regisseure der „Nouvelle Vague“ wurden hier uraufgeführt und diskutiert. Unterhalb des japanischen Saals wurde 1973 ein weiterer Vorführraum geschaffen.
Mehrfach stand die Zerstörung des Gebäudes und seines Gartens zur Debatte, einer engagierten Bürgerinitiative gelang es aber, dies zu verhindern und durchzusetzen, dass Garten und Haus unter Denkmalschutz gestellt wurden. Dies erfolgte bezüglich des Gartens 1983, bezüglich des Gebäudes seit 1990.